# Jommerhönschen
Jommerhönschen ist eine Hofschaft im Norden der bergischen Großstadt Wuppertal.

## Lage und Beschreibung
Die Hofschaft liegt im Westen des Wohnquartiers Dönberg im Stadtbezirk Uellendahl-Katernberg auf einer Höhe von 280 m ü. NHN an der Stadtgrenze zu Velbert-Neviges. Die Höfe Bruch, Grüntal, Brunnenhäuschen, Peckeshütt, Schnappbrücke, Junkernbruch und Schimmelshaus sind unmittelbar angrenzend. 
Weitere benachbarte Orte sind neben Dönberg die Höfe und Ortslagen Schmürsches, Mutzberg, Siebeneick, Saurenhaus, Knorrsiepen, Langenkamp, Schell, Schmiede, Ibach und Kobeshäuschen sowie die Velberter Ortsteile Staudt, Straße und Lippgeskotten.

## Geschichte
Im 19. Jahrhundert gehörte Jommerhönschen zu den Außenortschaften der Kirchengemeinde Dönberg in der Stadt Hardenberg-Neviges, die 1935 in Neviges umbenannt wurde. Damit gehörte es von 1816 bis 1861 zum Kreis Elberfeld und ab 1861 zum alten Kreis Mettmann. Mit der Kommunalreform von 1929 wurde der südliche Teil von Dönberg abgespalten und mit weiteren, außerhalb von Dönberg liegenden Nevigeser Ortschaften in die neu gegründete Stadt Wuppertal eingemeindet, der Rest Dönbergs mit Jommerhönschen verblieb zunächst bei Neviges. Durch die nordrhein-westfälische Gebietsreform kam Neviges mit Beginn des Jahres 1975 zur Stadt Velbert und das erneut geteilte Dönberg wurde bis auf die nördlichen Außenortschaften, die bei Velbert verblieben, ebenfalls in Wuppertal eingemeindet.